# ブラウンズバーグ (インディアナ州)
ブラウンズバーグ（英: Brownsburg）は、アメリカ合衆国インディアナ州ヘンドリックス郡にある町。州都インディアナポリスの北西約20 km（12 mi）に位置している。全町はブラウン郡区とリンカーン郡区に分ける。

## 地理

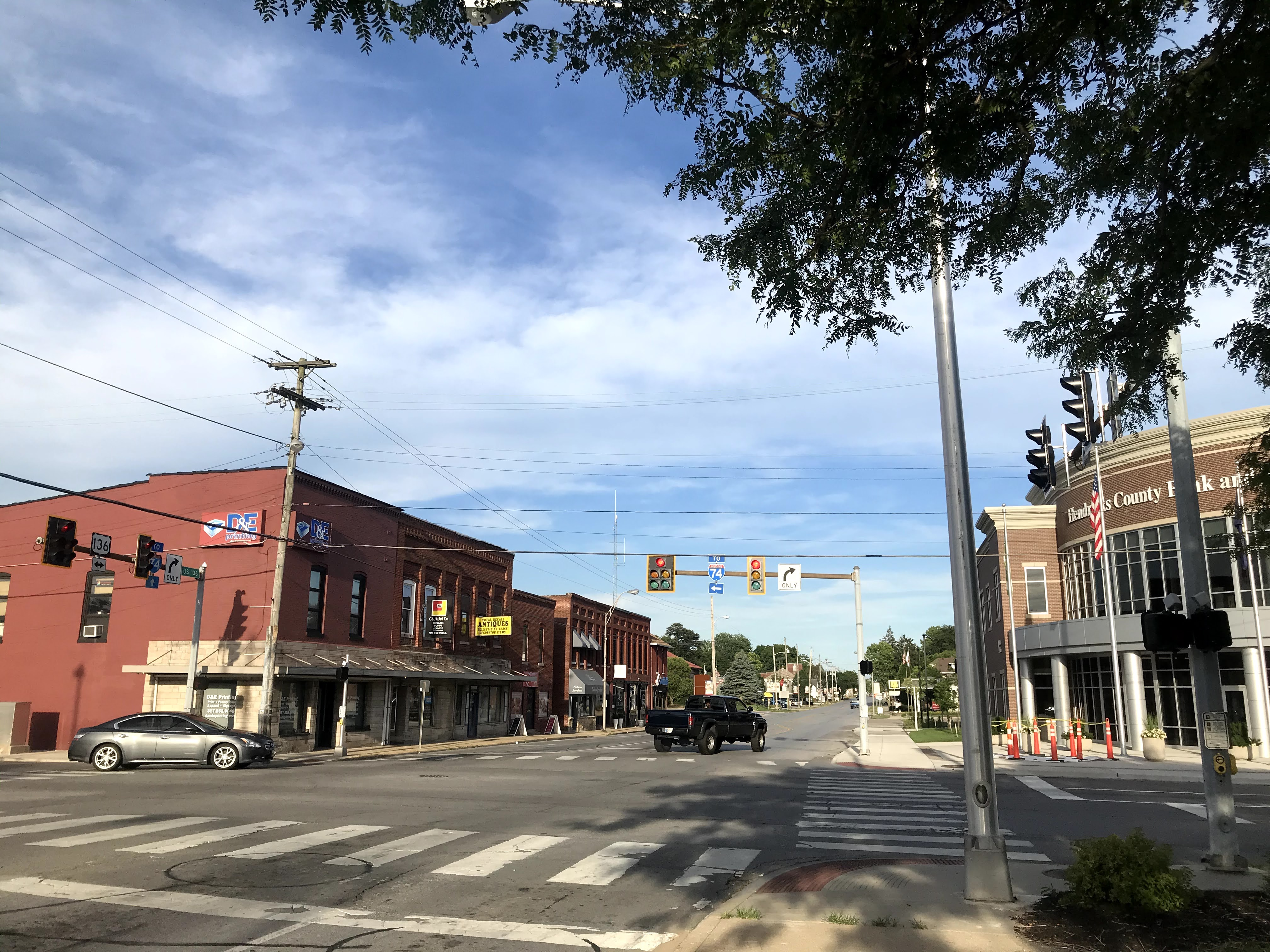
大通り（Main Street）とグリーン通り（Green Street）の交差点

ブラウンズバーグは北緯39度50分31秒、西経86度23分44秒 (39.841944, -86.395556)に位置している。
アメリカ合衆国統計局によると、この町は総面積42.36 km2 (16.35 mi2) である。このうち42.13 km2 (16.27 mi2) が陸地で0.55%が水地域である。

## 人口動勢
2010年現在の国勢調査で、この町は人口21,285人、7,948世帯、及び5,816家族が暮らしている。人口密度は741.7/km2 (1,921.0/mi2) である。291.9/km2 (756.0/mi2) の平均的な密度に8,376軒の住宅が建っている。この町の人種的な構成は白人93.4%、アフリカン・アメリカン2.2%、先住民0.1%、アジア系1.6%、太平洋諸島系0.1%、その他の人種1.20%、及び混血1.4%である。ここの人口の3.0%はヒスパニックまたはラテン系である。

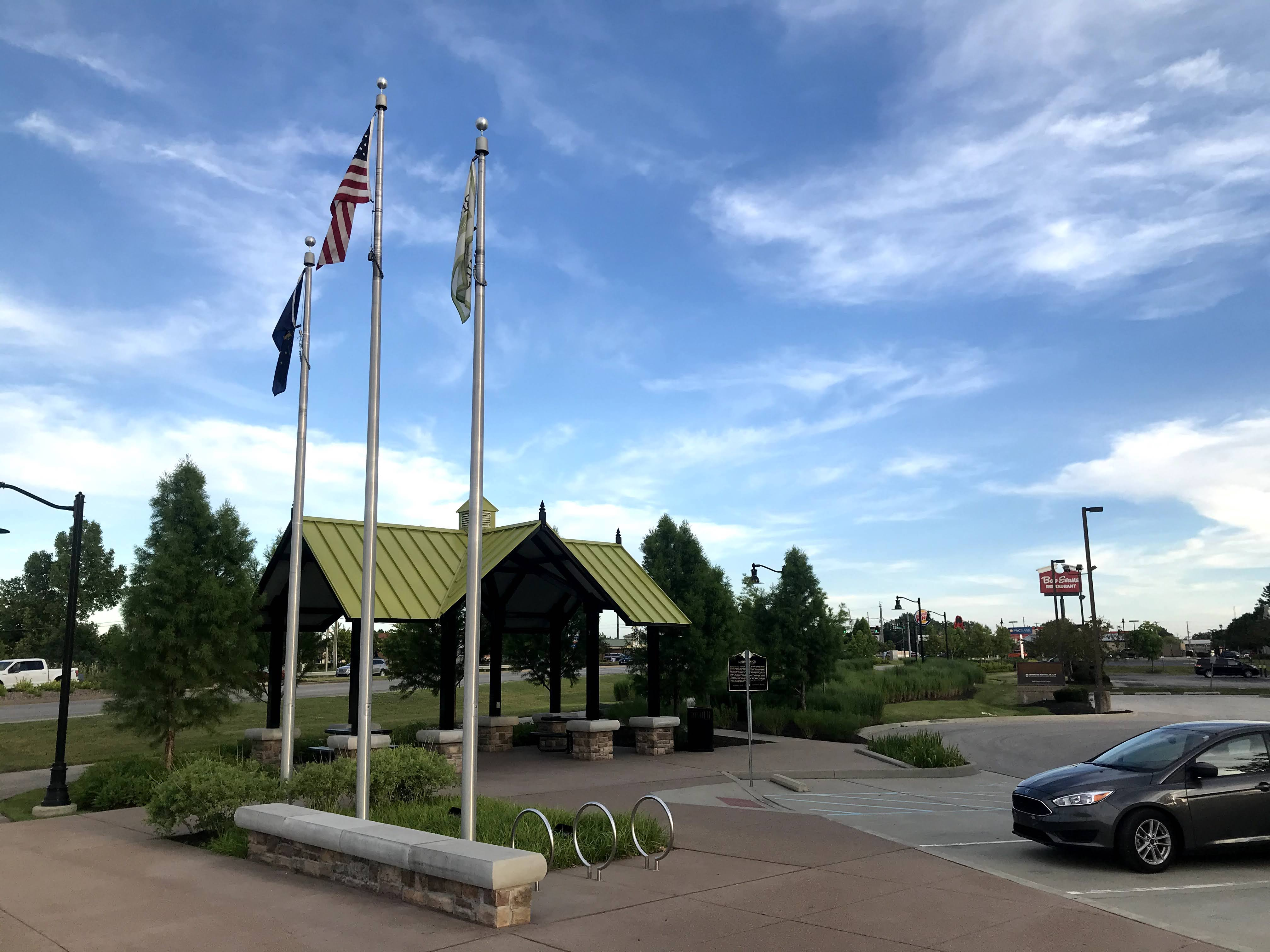
町の一角

この町内の住民は28.4%が18歳未満の未成年、18歳以上24歳以下が6.8%、25歳以上44歳以下が28.8%、45歳以上64歳以下が24.1%、及び65歳以上が12%にわたっている。中央値年齢は36歳である。女性100人ごとに対して男性は89.2人である。18歳以上の女性100人ごとに対して男性は92.3人である。
2000年の国勢調査によると、この町内の世帯ごとの平均的な収入は63,629米ドルであり、家族ごとの平均的な収入は74,245米ドルである。男性は56,240米ドルに対して女性は38,685米ドルの平均的な収入がある。この町内の一人当たりの収入は33,196米ドルである。人口の2.3%及び家族の1.5%の収入は貧困線以下である。全人口のうち18歳未満の1.3%及び65歳以上の4.4%は貧困線以下の生活を送っている。

## 教育

### 公共教育学区
- ブラウンズバーグ・コミュニティ・スクール・コーポレーション教育学区（Brownsburg Community School Corporation）（幼稚園生-12年生）：インディアナ州教育省の基準によると、すべての学校は最高のA級に評価された。[1]インディアナ州ヘンドリックス郡のブラウン郡区とリンカーン郡区の学齢児童を無料の公共教育を提供する。[2]
  - 高等学校
    - ブラウンズバーグ高等学校（Brownsburg High School）
    - ハリス・アカデミー（Harris Academy）

  - 中学校
    - ブラウンズバーグ東中学校（Brownsburg East Middle School）
    - ブラウンズバーグ西中学校（Brownsburg West Middle School）

  - 小学校
    - ブラウン小学校（Brown Elementary School）
    - カーディナル小学校（Cardinal Elementary School）
    - デラウェア・トレイル小学校（Delaware Trail Elementary School）
    - イーグル小学校（Eagle Elementary School）
    - リンカーン小学校（Lincoln Elementary School）
    - レーガン小学校（Reagan Elementary School）
    - ホワイト・リック小学校（White Lick Elementary School）

  - プリスクール
    - ブラウンズバーグ保育所（Brownsburg Early Childhood Center）

### 私立学校
- ベセスダ・クリスチャン・スクールズ（Bethesda Christian Schools）
- セイント・マラキ教区学校（Saint Malachy Parish School）

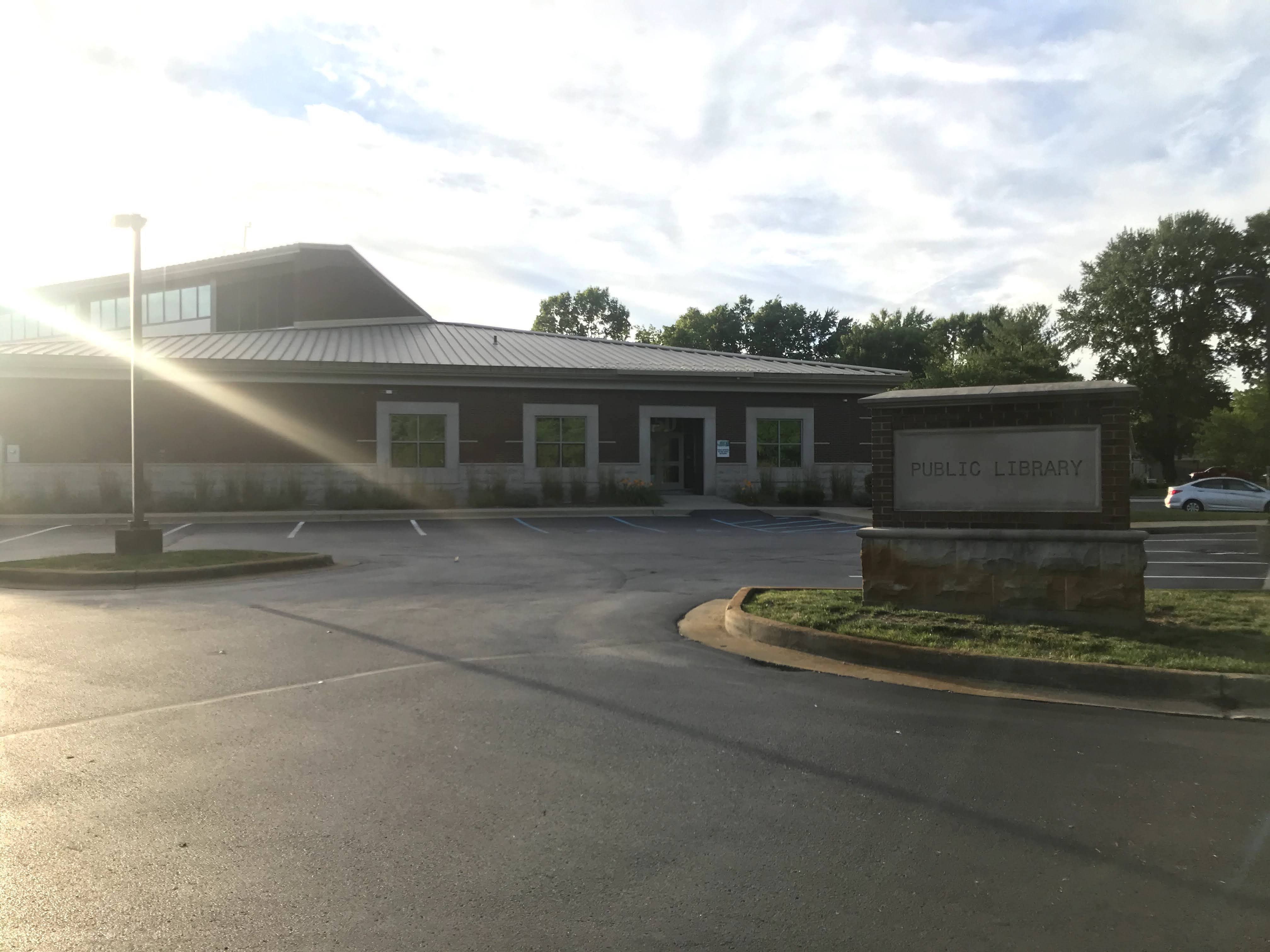
ブラウンズバーグ公共図書館

### 図書館
- ブラウンズバーグ公共図書館（Brownsburg Public Library）[3]

## 医療
町内にはいくつかの医療機関や介護施設がある：
- ヘンドリックス・リージョナル・ヘルス・ブラウンズバーグ病院（Hendricks Regional Health Brownsburg Hospital）
- アセンション・メディカル・グループーセイント・ビンセント・ブラウンズバーグ（Ascension Medical Group - St. Vincent Brownsburg）
- インディアナ大学・ヘルス・ブラウンズバーグ（IU Health Brownsburg）

## 商業
大手卸売業者のロードサイド店舗は以下であります。
- ウォールマート（Walmart）
- クローガー（Kroger）
- ロウズ（Lowe’s）
- コールズ（Kohl's）

飲食店チェーンも出店しているほかに、家族経営のこぢんまりしたレストラン・カフェ・パン屋も多くあります。
- スターバックス
- マクドナルド
- KFC
- バーガーキング
- タコベル
- アップルビーズ
- Five Guys
- Bob Evans
- ホワイト・キャッスル
- サブウェイ
- ウェンディーズ
- Qdoba
- アイホップ
- ドミノ・ピザ
- ダンキンドーナツ

郵便事業
- USPS ブラウンズバーグ
- UPS特許ストア

## 文化

### 公園とレクリエーション
ブラウンズバーグ・パークス・アンド・レクリエーション（Brownsburg Parks & Recreation）は全町の公園とレクリエーション施設を管理している。
- アールバックル・エーカース公園（Arbuckle Acres Park）
- カーディナル公園（Cardinal Park）
- スティーブン公園（Stephens Park）
- ウィリアムズ公園（Williams Park）
- B&Oトレイルの一部（B&O Trail）
- バイセンテニアル（二百年祭）トレイル（Bicentennial Trail）
- ホワイト・リック・クリーク・グリーンウェイ（White Lick Creek Greenway）
- メープル・リッジ・トレイル（Maple Ridge Trail）

託児所の「B.A.S.E.」（Before and After School Enrichment）をも運営している。
北西コミュニティ公園（Northwest Community Park）は、パークサイド・バイブル教会が管理している公園です。

### スポーツ
ルーカス・オイル・レースウェイ（Lucas Oil Raceway）はいくつかのレースが行われる。プロのレースがないとき、一般人もこのサーキットにレースを体験できる。

### メディア
ブラウンズバーグ地元の新聞紙はブラウンズバーグ・センチネル（Brownsburg Sentinel）ただ1紙のみであり、不定期に刊行している。

## 治安
1923年に創設されたブラウンズバーグ・ファイアー・テリトリー消防局（Brownsburg Fire Territory）はブラウンズバーグと隣のブラウン郡区・リンカーン郡区の135 km2 （52 mi2）を管轄区域とし、区域内に３つの消防署を置き、約75人の消防士・救急救命士・スタッフを抱えている。
ブラウンズバーグ消防局も同町の9/11メモリアルを設立・管理している。ワールドトレードセンターの残骸が常時に展示され、毎年犠牲者を偲ぶつどいがあります。
ブラウンズバーグ警察局は警察官約30人を抱えている。

## 交通
主要高規格道路
州間高速道路74号線が町内を通る。74号線は東のインディアナポリス市の州間高速道路465号線とつながり、西はアイオワ州ダベンポートが終端である。
ほかに、アメリカ国道は136号線（大通り）があり、インディアナ州道は267号線（グリーン通り）がある。
公共交通機関
ほとんどの労働者が通勤に自家用車を利用しているのに対し、公共交通機関はほぼ存在しない。60歳以上の者向けの「LINK Hendricks County」サービスは有料事前予約制で郡内と町内を走る。

## 出身有名人
- タッカー・バーンハート（プロ野球選手）
- ランス・リン（プロ野球選手）
- ドリュー・ストーレン（プロ野球選手）
- ゴードン・ヘイワード（NBAバスケットボール選手）